# Ste-Apollonie (Aurin)

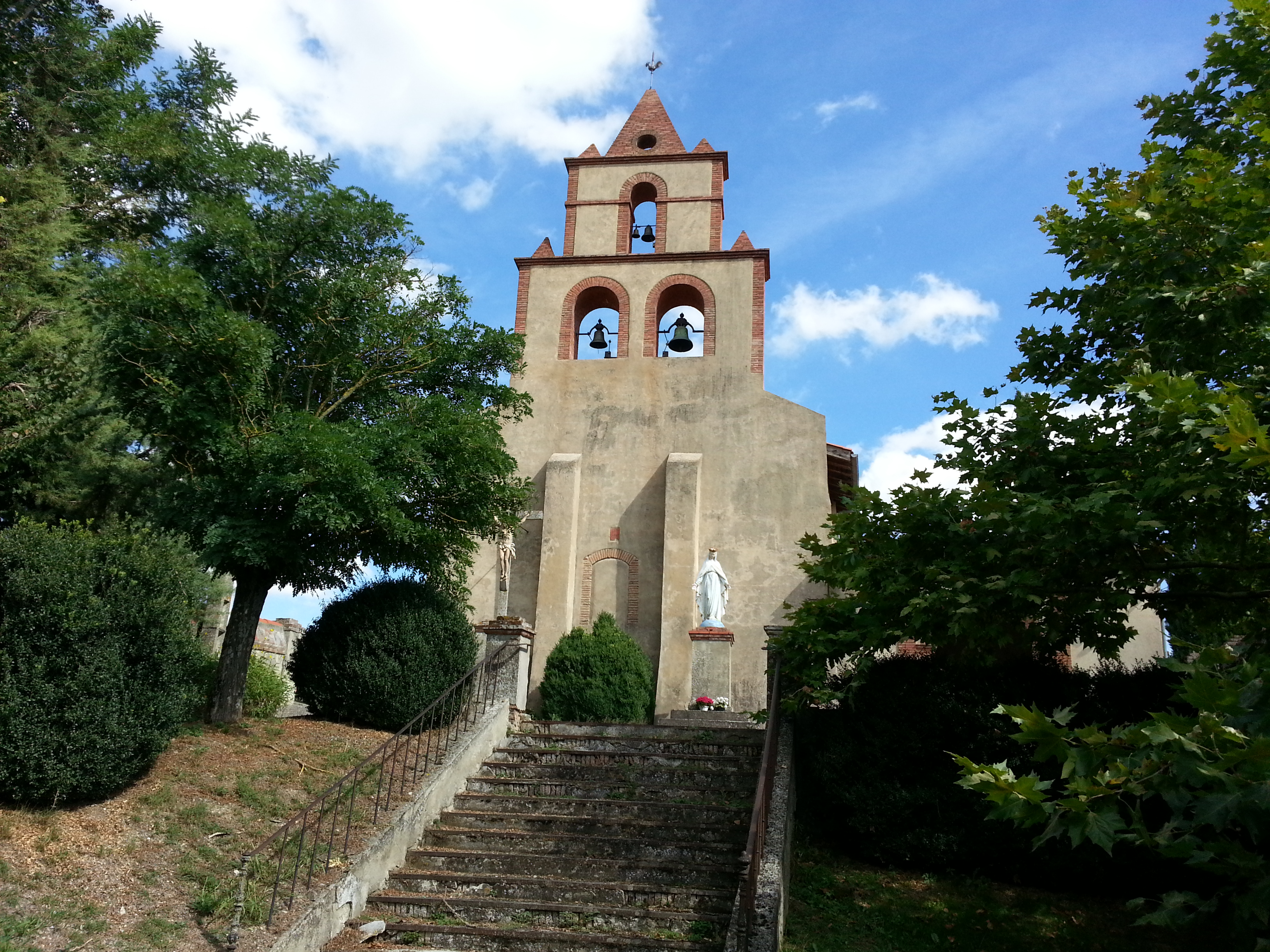
Kirche Ste-Apollonie in Aurin

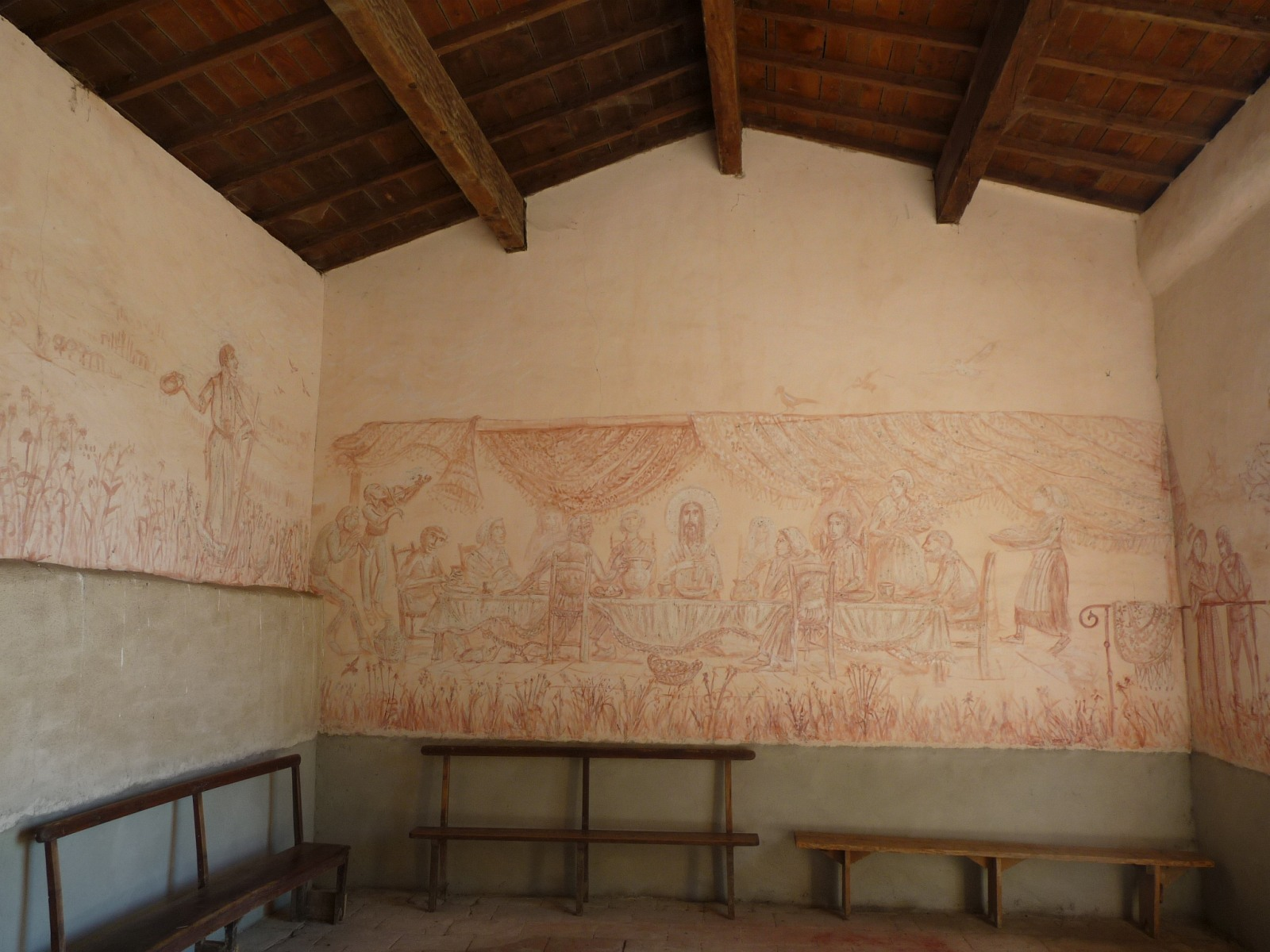
Innenansicht mit Wandmalereien

Die Kirche Ste-Apollonie in Sainte-Apollonie, einem Weiler der französischen Gemeinde Aurin im Département Haute-Garonne in der Region Okzitanien, wurde im 16. Jahrhundert errichtet. Im Jahr 2001 wurde die Pfarrkirche als Monument historique in die Liste der Baudenkmäler in Frankreich aufgenommen.
Die der heiligen Apollonia von Alexandria geweihte Kirche ist ein typischer ländlicher Kirchenbau des Lauragais, der von einem hohen Glockenturm dominiert wird und inmitten des Friedhofs steht. Der Saalbau mit einem eckigen Chor wurde bei der Renovierung im 19. Jahrhundert mit Gewölben versehen.
Die Wandmalereien wurden 1950 von François Bernadi und seinem Schwager Carlos Pradal ausgeführt. Im Jahr 1996 wurden die Wandmalereien von François Bernadi ergänzt. Sie stellen das Leben der heiligen Apollonia und Episoden aus dem Leben Jesu dar.